# Hipokras

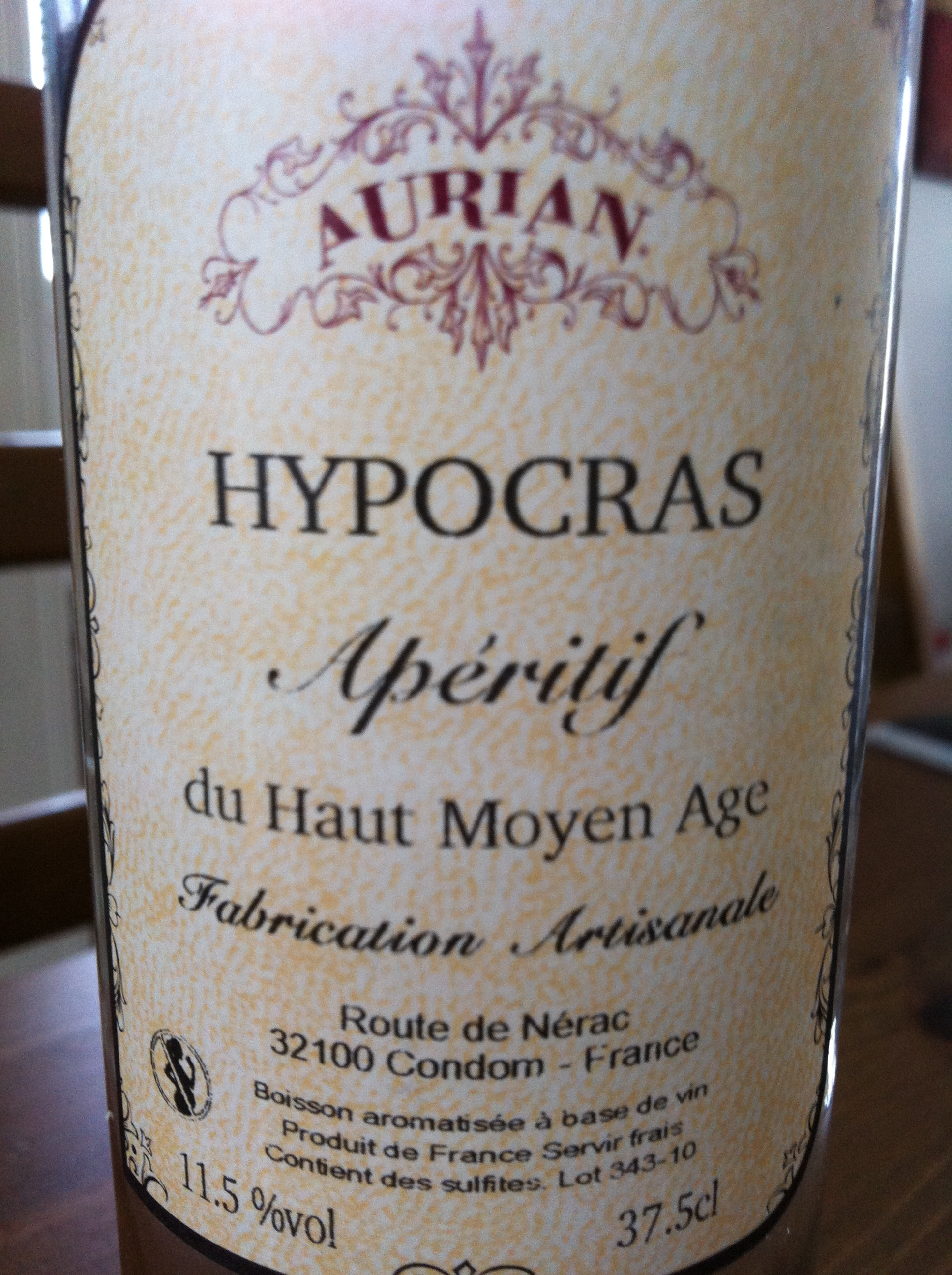
Butelka hipokrasu

Hipokras (łac. vīnum Hippocraticum, pol. Grzane wino) – napój alkoholowy wytwarzany z podgrzanego wina z dodatkiem cukru lub miodu oraz przypraw, najczęściej cynamonu. Popularny głównie w średniowieczu. Nazwa może pochodzić od imienia Hipokratesa, który według legendy mógł być jego wynalazcą. Zgodnie z inną hipotezą nazwa napoju pochodzi od nazwy rękawa Hipokratesa, prymitywnego filtra używanego podczas produkcji hipokrasu.

## Historia hipokrasu
Przyprawiane i słodzone wina były popularne już w starożytności. Od XII wieku przyprawione wino zwane pimen lub piment zyskiwało popularność w Katalonii oraz południowej Francji. W początkach XV wieku wina zwane wcześniej pimen zaczęto nazywać hipokrasem. W okresie średniowiecza wina doprawione przyprawami cenione były jako medykament, a także czasem jako afrodyzjak.
Szczyt popularności hipokrasu przypada na okres średniowiecza, wtedy też zaczął być pity nie tylko przez dworskie elity, ale również poza sferami szlachty. Na rycerskich dworach, w celu odróżnienia się od plebejuszy, napój często słodzono cukrem, a nie miodem. Hipokras wyszedł z mody i został prawie zapomniany w XVIII wieku.
We Francji hipokras jest wciąż produkowany w okolicach Ariège i Haute Loire, jednakże w bardzo małych ilościach. Jest używany do picia jako aperitif oraz składnik sosów.